# Brachymyrmex
Brachymyrmex är ett släkte av myror. Brachymyrmex ingår i familjen myror.

## Bildgalleri

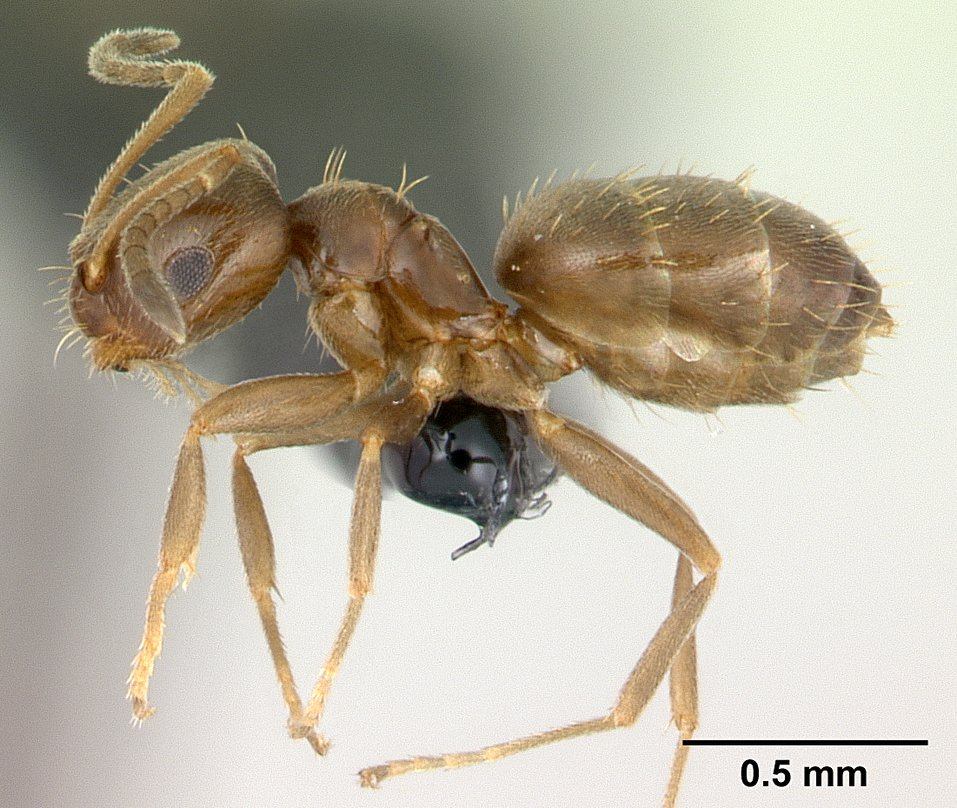
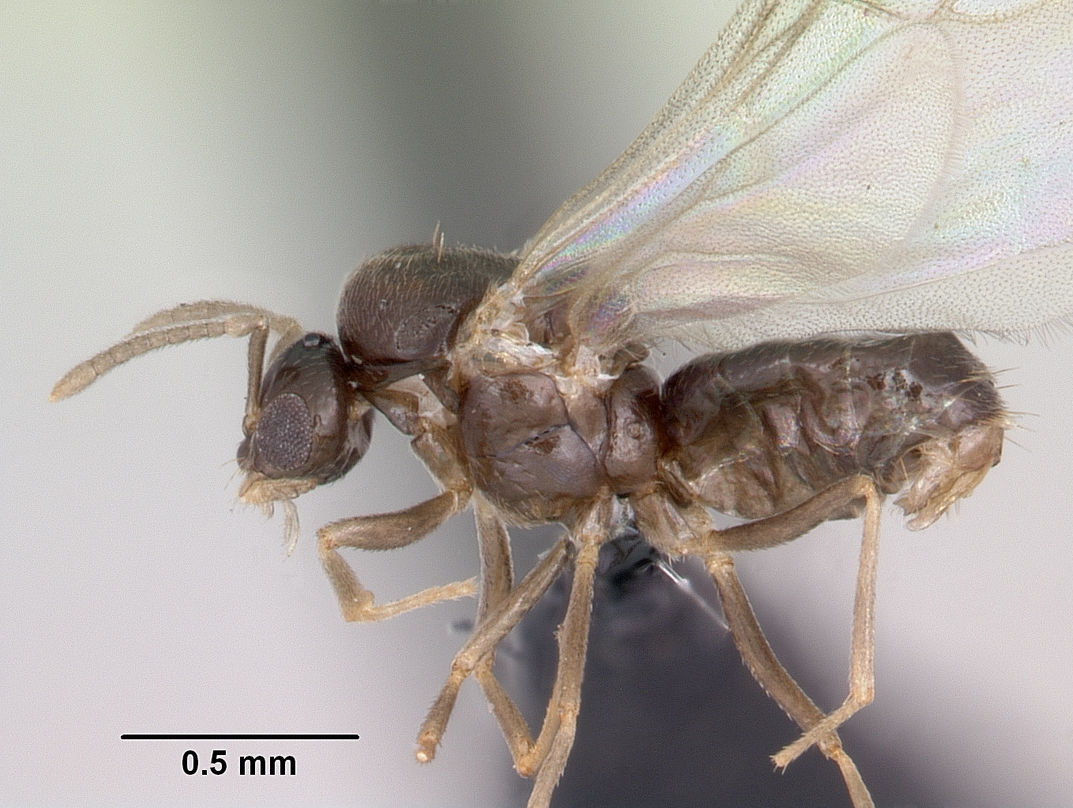

## Dottertaxa tillBrachymyrmex, i alfabetisk ordning[1]
- Brachymyrmex admotus
- Brachymyrmex antennatus
- Brachymyrmex australis
- Brachymyrmex brevicornis
- Brachymyrmex brevicornoeides
- Brachymyrmex bruchi
- Brachymyrmex cavernicola
- Brachymyrmex coactus
- Brachymyrmex constrictus
- Brachymyrmex cordemoyi
- Brachymyrmex degener
- Brachymyrmex depilis
- Brachymyrmex donisthorpei
- Brachymyrmex fiebrigi
- Brachymyrmex flavidulus
- Brachymyrmex gagates
- Brachymyrmex gaucho
- Brachymyrmex giardi
- Brachymyrmex goeldii
- Brachymyrmex heeri
- Brachymyrmex incisus
- Brachymyrmex laevis
- Brachymyrmex longicornis
- Brachymyrmex luederwaldti
- Brachymyrmex melensis
- Brachymyrmex micromegas
- Brachymyrmex minutus
- Brachymyrmex modestus
- Brachymyrmex musculus
- Brachymyrmex myops
- Brachymyrmex obscurior
- Brachymyrmex oculatus
- Brachymyrmex patagonicus
- Brachymyrmex physogaster
- Brachymyrmex pictus
- Brachymyrmex pilipes
- Brachymyrmex santschii
- Brachymyrmex tristis